# Кокс, Саймон (футболист)
Са́ймон Ри́чард Кокс (англ. Simon Richard Cox; род. 28 апреля 1987, Рединг) — английский и ирландский футболист, нападающий. Выступал за сборную Ирландии.

## Клубная карьера
Саймон Кокс родился и вырос в английском городе Рединге. С детства выступал за одноименную команду.
Кокс дебютировал за «Рединг» 20 сентября 2005 года в матче Кубка Лиги против «Лутон Таун», а свой первый профессиональный контракт подписал 18 ноября 2005 года.
В сентябре 2006 Кокс на правах аренды отправился в «Брентфорд». В первую аренду в Брентфорде он сыграл пять матчей, четыре из них в чемпионате. После окончания первого срока, Брентфорд продлил аренду Кокса до января 2007 года.
В свою третью аренду Саймон отправился 22 марта 2007 года. Его новых клубом стал «Нортгемптон Таун». Он сыграл восемь матчей и забил свои первые голы в профессиональном футболе.
В следующем сезоне Кокс продлил контракт с клубом ещё на один год. 31 августа 2007 года Кокс отправился в очередную аренду в клуб «Суиндон Таун». Команде понравилась игра ирландца и они решили выкупить его у «Рединга».
За три часа до конца трансферного окна, команды согласовали условия контракта, и Кокс отправился в «Суиндон Таун». Он дебютировал за «Суиндон» в матче с «Хаддерсфилд Таун» 9 февраля 2008 года. Свой первый гол после перехода забил команде «Челтнем Таун». Кокс сделал три хет-трика за сезон, а всего в чемпионате он сумел забить 29 раз.
8 июля 2009 года подписал двухлетний контракт с «Вест Бромвичем». По некоторым данным Кокс обошёлся команде в полтора миллиона фунтов. Он дебютировал за «Вест Бромвич» через месяц после подписания, в первом туре чемпионата. Первый гол за клуб забил в матче против «Ротерем Юнайтед», за четыре минуты до конца дополнительного времени. Всего за сезон сыграл 34 матча и сумел отличиться 10 раз.
Первый гол в Премьер-лиге забил в матче с «Тоттенхэмом».
14 августа 2012 года перешёл в «Ноттингем Форест» за нераскрытую сумму, подписав трёхлетний контракт.
7 августа 2014 года вернулся в «Рединг», подписав двухлетний контракт. 9 октября 2015 года отправился в аренду в «Бристоль Сити» до января 2016 года. Летом 2016 года покинул «Рединг» в связи с истечением контракта.
18 июля 2016 года подписал двухлетний контракт с «Саутенд Юнайтед». 26 июня 2018 года подписал с «синими» новый однолетний контракт с опцией продления ещё на 12 месяцев.
16 января 2020 года подписал 1,5-летний контракт с клубом чемпионата Австралии «Уэстерн Сидней Уондерерс».

## Международная карьера
Первый вызов в национальную сборную Ирландии получил 5 мая 2011 года. Саймон дебютировал за сборную 24 мая 2011 года, в игре со сборной Северной Ирландии, в котором он забил свой первый гол за национальную команду. 11 октября 2011 года после игры со сборной Армении получил награду «Игрок матча», так как помог своей команде выйти на Евро-2012.